# Ofullständig information
Ofullständig information är ett centralt begrepp inom spelteorin. Situationer där istället all information är känd för alla kallas fullständig information.
John Harsanyi och Reinhard Selten fick 1994 Sveriges Riksbanks pris i ekonomisk vetenskap till Alfred Nobels minne för sina arbeten med ofullständig information. Ofullsändig information är viktigt inom många praktiska områden som hur företag agerar på en marknad eller aktörer vid politiska konflikter.

## Spel
De flesta kortspel är spel med ofullständig information. I exempelvis whist vet spelarna inte vilka kort de andra spelarna sitter med och då är inte heller de möjliga svarsdragen kända för ett visst utspel.